# 皮克靈冰原島峰
71°49′S 68°57′W / 71.817°S 68.950°W
皮克靈冰原島峰（英語：Pickering Nunataks）是南極洲的冰原島峰，位於亞歷山大一世島東岸，處於福柏山西南部3.7公里，在1935年11月23日由美國的探險家繪入地圖，以土衛九命名。